# Европско првенство у атлетици у дворани 1971 — 400 метара за мушкарце
Такмичење у дисциплини трка на 400 метара у мушкој конкуренцији на другом Европском првенству у атлетици у дворани 1971. одржано је у Фестивалској дворани у Софији 13. и 14. марта.
Титулу освојену у Бечу 1970. бранио је Александар Братчиков из Совјетског Савеза.

## Земље учеснице
Учествовало је 12 спринтера из 6 земаља.
| - Бугарска (1) - Француска (1) - Пољска (2) | - Совјетски Савез (3) - Шпанија (3) - Западна Немачка (1) |

## Рекорди
Извор:
| Рекорди пре почетка Европског првенства у дворани 1971.     | Рекорди пре почетка Европског првенства у дворани 1971. | Рекорди пре почетка Европског првенства у дворани 1971. | Рекорди пре почетка Европског првенства у дворани 1971. | Рекорди пре почетка Европског првенства у дворани 1971. | Рекорди пре почетка Европског првенства у дворани 1971. |
| ----------------------------------------------------------- | ------------------------------------------------------- | ------------------------------------------------------- | ------------------------------------------------------- | ------------------------------------------------------- | ------------------------------------------------------- |
| Светски рекорд                                              | Анджеј Баденски                                         | Пољска                                                  | 6,4 пф                                                  | Беч, Аустрија                                           | 15. март 1970.                                          |
| Светски рекорд                                              | Александар Братчиков                                    | СССР                                                    | 6,4 пф                                                  | Беч, Аустрија                                           | 15. март 1970.                                          |
| Европски рекорд                                             | Анджеј Баденски                                         | Пољска                                                  | 6,4 пф                                                  | Беч, Аустрија                                           | 15. март 1970.                                          |
| Европски рекорд                                             | Александар Братчиков                                    | СССР                                                    | 6,4 пф                                                  | Беч, Аустрија                                           | 15. март 1970.                                          |
| Рекорди европских првенстава                                | Анджеј Баденски                                         | Пољска                                                  | 6,4 пф                                                  | Беч, Аустрија                                           | 15. март 1970.                                          |
| Рекорди европских првенстава                                | Александар Братчиков                                    | СССР                                                    | 6,4 пф                                                  | Беч, Аустрија                                           | 15. март 1970.                                          |
| Рекорди после завршеног Европског првенства у дворани 1971. |                                                         |                                                         |                                                         |                                                         |                                                         |
| Нових рекорда није било.                                    |                                                         |                                                         |                                                         |                                                         |                                                         |

## Освајачи медаља
|                        |                              |                                      |
| Анджеј Баденски Пољска | Борис Савчук Совјетски Савез | Александар Братчиков Совјетски Савез |

## Резултати
У овој дисциплини квалификације и полуфинале су одржане 13. марта а финале 14. марта.

### Квалификације
У квалификацијама такмичари су били подељени у четири група по тројица. У за полуфинале су се квалификовала четворица и то по двојица првопласираних из свих група (КВ).
| Позиција | Група | Атлетичар            | Земља           | Резултат | Белешка |
| -------- | ----- | -------------------- | --------------- | -------- | ------- |
| 1.       | 4     | Борис Савчук         | Совјетски Савез | 48,3     | КВ      |
| 2.       | 1     | Анджеј Баденски      | Пољска          | 48,4     | КВ      |
| 3.       | 3     | Александар Братчиков | Совјетски Савез | 48,4     | КВ      |
| 4.       | 3     | Јан Балаховски       | Пољска          | 48,4     | КВ      |
| 5.       | 1     | Laonel Malingre      | Француска       | 48,6     | КВ      |
| 6.       | 2     | Јевгениј Борисенко   | Совјетски Савез | 46,8     | КВ      |
| 7.       | 2     | Peter Bernreuther    | Западна Немачка | 48,7     | КВ      |
| 8.       | 4     | Мануел Гајосо        | Шпанија         | 48,7     | КВ      |
| 9.       | 1     | Луис Сарија          | Шпанија         | 48,8     |         |
| 10.      | 2     | Krestju Христов      | Бугарска        | 49,0     |         |
| 11.      | 4     | ????                 | ????            | 49,0     |         |
| 12.      | 3     | Рамон Магарињос      | Шпанија         | 50,3     |         |

### Полуфинале
У полуфиналу такмичари су били подељени у две групе по четворица. За финалну трку су се квалификовала по двојица првопласираних из обе групе (КВ).
| Позиција | Група | Атлетичар            | Земља           | Резултат | Белешка |
| -------- | ----- | -------------------- | --------------- | -------- | ------- |
| 1.       | 1     | Анджеј Баденски      | Пољска          | 47,8     | КВ      |
| 2.       | 1     | Борис Савчук         | Совјетски Савез | 48,2     | КВ      |
| 3.       | 2     | Јан Балаховски       | Пољска          | 48,6     | КВ      |
| 4.       | 2     | Александар Братчиков | Совјетски Савез | 48,8     | КВ      |
| 5.       | 1     | Peter Bernreuther    | Западна Немачка | 48,9     |         |
| 6.       | 2     | Мануел Гајосо        | Шпанија         | 48,9     |         |
| 7.       | 2     | Јевгениј Борисенко   | Совјетски Савез | 49,9     |         |
| 8.       | 1     | Laonel Malingre      | Француска       | 51,2     |         |

### Финале
Извор:
| Пласман | Атлетичар            | Земља           | Резултат       | Белешка        |
| ------- | -------------------- | --------------- | -------------- | -------------- |
|         | Анджеј Баденски      | Пољска          | 46,8           |                |
|         | Борис Савчук         | Совјетски Савез | 47,4           |                |
|         | Александар Братчиков | Совјетски Савез | 47,6           |                |
| 4.      | Јан Балаховски       | Пољска          | Није стартовао | Није стартовао |

## Укупни биланс медаља у трци на 400 метара за мушкарце после 2. Европског првенства у дворани 1970—1971.
|    | Земља      |   |   |   |   |
| -- | ---------- | - | - | - | - |
| 1. | СССР       | 1 | 1 | 2 | 4 |
| 2. | Пољска     | 1 | 1 | 0 | 2 |
|    | Укупно {2} | 2 | 2 | 2 | 6 |

|    | Атлетичар            | Земља  |   |   |   |   |
| 1. | Анджеј Баденски      | Пољска | 1 | 1 | 0 | 2 |
| 2. | Александар Братчиков | СССР   | 1 | 0 | 1 | 2 |
| -- | -------------------- | ------ | - | - | - | - |

## Рефренце
1. ↑  „17. Светско првенство у атлетици у дворани: IAAF Statistics Handbook. Бирмингем 2018.” (pdf). Monte Carlo: IAAF Media & Public Relations Department. 2018. стр. 326. Приступљено 14. новембар 2018.
2. ↑  Резултати квалификација у трци 400 м на ЕПд 1971. за мушкарце сајт maik-richter.de
3. ↑  Резултати полуфинала трке на 400 м  ЕПд 1971. за мушкарце сајт maik-richter.de
4. ↑  Резултати полуфинала трке на 400 м  ЕПд 1971. за мушкарце сајт maik-richter.de